# Districts des Seychelles

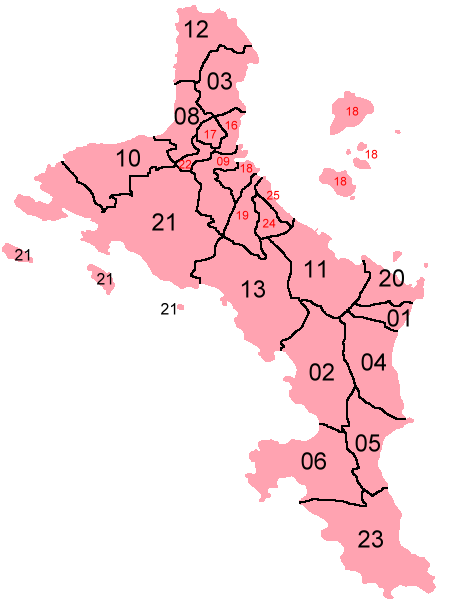
Les Districts des Seychelles.

Les Seychelles sont composées de 25 districts administratifs.
| District                         | Chef-lieu             | Superficie km² | Population recensement de 2002 |
| -------------------------------- | --------------------- | -------------- | ------------------------------ |
| Anse aux Pins                    | Anse Aux Pins         | 2,2            | 3 535                          |
| Anse Boileau                     | Anse Boileau          | 12             | 3 994                          |
| Anse Étoile                      | Anse Étoile           | 5,8            | 4 272                          |
| Anse Royale                      | Anse Royale           | 6,6            | 3 688                          |
| Au Cap (anciennement Anse Louis) | La Plaine Saint-André | 8,7            | 2 997                          |
| Baie Lazare                      | Baie Lazare           | 12,1           | 2 957                          |
| Baie Sainte-Anne                 | Anse Volbert          | 25,1           | 3 655                          |
| Beau Vallon                      | Beau Vallon           | 4,3            | 3 797                          |
| Bel Air                          | Bel Air               | 4              | 2 900                          |
| Bel Ombre                        | Bel Ombre             | 9,2            | 3 538                          |
| Cascade                          | Cascade               | 10,4           | 3 439                          |
| Glacis                           | Glacis                | 7              | 3 576                          |
| Grand’Anse (Mahé)                | Grand'Anse            | 15,4           | 2 587                          |
| Grand’Anse (Praslin)             | Grand'Anse            | 14,4           | 3 335                          |
| La Digue et les îles Intérieures | La Passe              | 56,0           | 2 099                          |
| La Rivière Anglaise              | La Rivière Anglaise   | 1,7            | 3 624                          |
| Les Mamelles                     | Les Mamelles          | 4,2            | 2 352                          |
| Mont Buxton                      | Mont Buxton           | 1,2            | 3 107                          |
| Mont Fleuri                      | Mont Fleuri           | 6,1            | 3 611                          |
| Plaisance                        | Plaisance             | 3,4            | 3 399                          |
| Pointe La Rue                    | Pointe La Rue         | 3,9            | 2 715                          |
| Port Glaud                       | Port Glaud            | 28,7           | 2 174                          |
| Roche Caïman                     | Roche Caïman          | 1,2            | 2 652                          |
| Saint Louis                      | Saint Louis           | 1,1            | 3 325                          |
| Takamaka                         | Takamaka              | 14,4           | 3 000                          |